# Élections municipales de 1896 en Ille-et-Vilaine
Les élections municipales en Ille-et-Vilaine ont eu lieu les 3 et 10 mai 1896.

## Maires sortants et maires élus
| Commune                | Population | Maire sortant                     | Parti | Parti    | Maire élu                         | Parti | Parti    |
| ---------------------- | ---------- | --------------------------------- | ----- | -------- | --------------------------------- | ----- | -------- |
| Bain-de-Bretagne       | 4 920      | Henri Guérin                      |       | Rép.G    | Henri Guérin                      |       | Rép.G    |
| Bazouges-la-Pérouse    | 3 638      | Marie-Joseph Delafosse            |       | Cons.    | Marie-Joseph Delafosse            |       | Cons.    |
| Bruz                   | 3 503      | Hippolyte Bousquet                |       | Rép.     | Léonce Bousquet                   |       | Prog.    |
| Cancale                | 6 641      | Esprit Bailly                     |       | Rép.     | Esprit Bailly                     |       | Rép.     |
| Combourg               | 5 541      | Gervais Parent                    |       | Opp.     | Gervais Parent                    |       | Opp.     |
| Dinard-Saint-Énogat    | 5 095      | Louis Lhôtellier                  |       | Prog.    | Louis Lhôtellier                  |       | Prog.    |
| Dol                    | 4 762      | Victor Planson                    |       | Prog.    | Victor Planson                    |       | Prog.    |
| Fougères               | 20 735     | Alfred Bazillon                   |       | Prog.    | Alfred Bazillon                   |       | Prog.    |
| Grand-Fougeray         | 3 815      | -                                 |       | -        | -                                 |       | -        |
| La Guerche-de-Bretagne | 4 665      | -                                 |       | -        | -                                 |       | -        |
| Guichen                | 3 763      | Jules Diéras                      |       | Rép.     | Jules Diéras                      |       | Rép.     |
| Iffendic               | 4 200      | Charles d'Antin                   |       | -        | Aimé Neveu                        |       | Prog.    |
| Janzé                  | 4 563      | Jean-Marie Gaultier               |       | -        | Jean-Marie Gaultier               |       | -        |
| Louvigné-du-Désert     | 3 770      | Ferdinand Baston de La Riboisière |       | Rép.lib. | Ferdinand Baston de La Riboisière |       | Rép.lib. |
| Martigné-Ferchaud      | 3 963      | Raoul de Gourden                  |       | Rép.lib. | Raoul de Gourden                  |       | Rép.lib. |
| Maure                  | 3 810      | François Barbotin                 |       | Cons.    | François Barbotin                 |       | Cons.    |
| Paramé                 | 4 826      | Émile Fontan                      |       | Cons.    | Émile Fontan                      |       | Cons.    |
| Pipriac                | 3 864      | Charles Gauthier                  |       | -        | Charles Gauthier                  |       | -        |
| Plélan                 | 3 535      | Francois Aubry                    |       | -        | Francois Aubry                    |       | -        |
| Pleurtuit              | 3 905      | -                                 |       | -        | -                                 |       | -        |
| Redon                  | 7 034      | Étienne Gascon                    |       | Rad.     | Étienne Gascon                    |       | Rad.     |
| Rennes                 | 69 937     | Vincent Morcel                    |       | Opp.     | Auguste Poulin                    |       | Rép.G    |
| Saint-Malo             | 11 476     | Jean-Marie Hamon                  |       | -        | Charles Jouanjan                  |       | Rép.G    |
| Saint-Servan           | 12 240     | Léonce Demalvilain                |       | Prog.    | Léonce Demalvilain                |       | Prog.    |
| Vitré                  | 10 584     | -                                 |       | -        | Georges Garreau                   |       | Rép.G    |